# Мо Дэхуэй
Мо Дэхуэ́й (кит. 莫德惠, пиньинь Mò Déhùi, 16 апреля 1883 — 17 апреля 1968) — китайский политический деятель первой половины XX века.

## Биография
Мо Дэхуэй родился в 1883 году в провинции Синьцзян Цинской империи от отца-маньчжура и матери-уйгурки. Его отец Минхай участвовал в подавлении войсками Цзо Цзунтана дунганского восстания в наместничестве Шэньгань, а затем принял участие в Западном походе, и таким образом попал в Синьцзян. В 1885 году он вместе с семьёй вернулся в маньчжурский Шуанчэн.
В 1906 году Мо Дэхуэй поступил в находившееся в Тяньцзине Бэйянское высшее полицейское училище, по окончании которого стал работать в Западном отделе Полицейского комиссариата провинции Гирин. С 1910 года стал начальником полиции уезда Биньцзян (недалеко от Харбина). После Синьхайской революции занялся политикой, в 1914—1918 годах занимал различные административные посты в аппарате провинций Гирин и Фэнтянь.
В 1921 году Мо Дэхуэй познакомился с Чжан Сюэляном. Когда в 1923 году милитаристы Аньхойской, Фэнтяньской и Гуандунской клик объединились против Цао Куня, Мо Дэхуэй поддержал лидера Фэнтяньской клики Чжан Цзолиня, и получил посты в правительстве Китая: в 1925 году исполнял обязанности министра сельского хозяйства и торговли, в 1927—1928 — министра сельского хозяйства и промышленности, также в 1926—1927 годах он был губернатором провинции Фэнтянь. В июне 1928 года Мо Дэхуэй возвращался в Маньчжурию в одном поезде с Чжан Цзолинем, и когда поезд был взорван — получил травму ноги, но остался жив.
После конфликта на КВЖД 1929 года Мо Дэхуэй был назначен председателем совета директоров Китайско-Восточной железной дороги, и в этом качестве в 1930 году вёл переговоры с советской стороной о разрешении спорных вопросов, однако последующая японская интервенция в Маньчжурию лишила эти переговоры смысла.
После начала в 1937 году войны с Японией Мо Дэхуэй стал беспартийным членом Народного консультативного совета Китая, а в 1942 году был избран председателем его президиума. По окончании войны он был беспартийным участником Политической консультативной конференции, а в 1946 — делегатом Национальной ассамблеи Китайской Республики.
После того, как в 1949 году правительство Китайской Республики эвакуировалось на Тайвань, Мо Дэхуэй 21 марта 1949 года стал членом Комитета по государственным делам Исполнительного юаня Китайской Республики. В августе 1954 года он стал председателем Экзаменационного юаня, и пробыл в этой должности 12 лет.